# Cathleen Tschirch
Cathleen Tschirch (née le 23 juillet 1979 à Dresde) est une athlète allemande spécialiste du sprint.
Sélectionnée à plusieurs reprises dans l'équipe du relais 4 × 100 m allemand, elle se classe septième des mondiaux d'Osaka en 2007 et cinquième des Jeux olympiques de Pékin en 2008.
Le 23 août 2009, elle remporte en tant que troisième relayeuse la médaille de bronze du 4 × 100 m des Championnats du monde de Berlin aux côtés de Marion Wagner, Anne Möllinger et Verena Sailer. L'équipe d'Allemagne est devancée par la Jamaïque et les Bahamas.

## Palmarès
| Année | Compétition                       | Lieu      | Résultat | Épreuve   | Temps   |
| ----- | --------------------------------- | --------- | -------- | --------- | ------- |
| 2008  | Jeux olympiques                   | Pékin     | 5e       | 4 × 100 m | 43 s 28 |
| 2009  | Championnats du monde             | Berlin    | 3e       | 4 × 100 m | 42 s 87 |
| 2011  | Championnats d'Europe par équipes | Stockholm | 3e       | 200 m     |         |
| 2011  | Championnats d'Europe par équipes | Stockholm | 3e       | 4 × 100 m |         |